# Feeling of Falling
"Feeling of Falling" é uma canção gravada pelo grupo de DJ americano Cheat Codes e pela cantora e compositora alemã Kim Petras, lançada em 30 de novembro de 2018. A faixa foi escrita por Ivy Adara, Trevor Dahl, Matthew Elifritz, Aaron Jennings, Sean Myer e Kevin Pederson.

## Antecedentes e composição
Ao contrário de seus registros anteriores, Petras não co-escreveu "Feeling of Falling". Enquanto refletia sobre o disco, Petras afirmou: “Eu sou a maior emo, então eu realmente me conectei à música! Os códigos de truques são incríveis e tive o melhor tempo para colaborar com este."
De acordo com um tweet da própria Kim,  do dia 04 de junho de 2019, o videoclipe para a canção foi descartado.

## Alinhamento de faixas
Download digital
1. "Feeling of Falling" – 3:36

Download digital – Steve Aoki Remix
1. "Feeling of Falling" (Steve Aoki Remix) – 4:15

Download digital – Remixes EP
1. "Feeling of Falling" (Steve Aoki Remix) – 4:15
2. "Feeling of Falling" (Danny Quest Remix) – 2:56
3. "Feeling of Falling" (Angemi Remix) – 3:14
4. "Feeling of Falling" (Justin Caruso Remix) – 3:42
5. "Feeling of Falling" (Daniel Blume Remix) – 3:02

## Desempenho nas tabelas musicais
| Tabela musical (2018)                                         | Melhor posição |
| ------------------------------------------------------------- | -------------- |
| Estados Unidos (Billboard Dance/Electronic Digital Song Sales | 4              |
| Estados Unidos (Billboard Hot Dance/Electronic Songs)         | 23             |